# Unlingen
Unlingen település Németországban, azon belül Baden-Württembergben. Lakosainak száma 2414 fő (2023. december 31.).

## Népesség
A település népessége az elmúlt években az alábbi módon változott:
| Lakosok száma | 1821 | 1866 | 2002 | 2023 | 2089 | 2255 | 2452 | 2445 | 2406 | 2414 |
|               | 1961 | 1967 | 1974 | 1980 | 1987 | 1993 | 2000 | 2006 | 2013 | 2023 |